# Cloniophorus purpurascens
Cloniophorus purpurascens es una especie de escarabajo longicornio del género Cloniophorus, tribu Callichromatini, subfamilia Cerambycinae. Fue descrita científicamente por Aurivillius en 1914.

## Descripción
Mide 20-24 milímetros de longitud.

## Distribución
Se distribuye por Uganda, Ruanda y República Democrática del Congo.